# Lamponella ainslie
Lamponella ainslie là một loài nhện trong họ Lamponidae. Loài này được phát hiện ở phía nam của Úc và Tasmanië.